# ヴォジュディズム
ヴォジュディズム（вождизм）とは、ロシアの政治用語で、個人による強いリーダーシップによる政治方針を指すものである。議論の余地がなく、絶対確実な一人のリーダーによる政治である。

## 概要
ヴォジュディズムは、広範囲の全体主義的、権威主義的な体制を含んでいる。ヴォジュディズムの最も古い典型は、古代ギリシャの専制政治である。最もよく知られるヴォジュディズムは、ファシズム、ナチズム、スターリニズム、毛沢東主義、主体思想である。
イスラーム指導者、グルジアのミヘイル・サアカシュヴィリ、そして、ロシアのウラジーミル・プーチンによる政治はヴォジュディズムとみなされている。